# جورج استوارت چترتون
جورج استوارت چترتون (انگلیسی: George Chatterton; ۲ دسامبر ۱۹۱۱ – ۱۲ نوامبر ۱۹۸۷) فرد نظامی اهل بریتانیا بود.
چترتون به درجه سرتیپ رسید و به خاطر فرماندهی عملیاتی هنگ خلبانان گلایدر در طول جنگ جهانی دوم شناخته می‌شد. او در سال ۱۹۴۳ نشان دی‌اس‌او را دریافت کرد. پس از جنگ، او به عنوان دلال سهام مشغول به کار شد و بعداً وقت خود را به خدمت به عنوان رئیس و جمع‌آوری بیش از ۱ میلیون پوند برای بنیاد لیدی هور تالیدومید اختصاص داد. او در سال ۱۹۸۰ در مراسم تولدش نشان امپراتوری بریتانیا را دریافت کرد.
در سال ۱۹۵۹، او روایتگر فیلم کوتاهی از شورای شهرستان لندن در مورد آموزش کودکان ناشنوا به نام «امید خاموش» بود. خاطرات او، «بال‌های پگاسوس»، در سال ۱۹۶۲ منتشر شد.
در سال ۱۹۷۹، او به همراه همسرش در مستندی به نام «بودا به ساسکس می‌آید» ظاهر شد، که در آن گروهی از راهبان بودایی تراوادا در حال تأسیس صومعه جدیدی در منطقه محلی او هستند.
چترتون در میدهرست، در ساسکس غربی زندگی می‌کرد؛  او در ۱۲ نوامبر ۱۹۸۷ درگذشت.